# Repubblica del Canada
La Repubblica del Canada fu uno stato autoproclamato il 5 dicembre 1837 e situato su Navy Island, un'isola lungo il fiume Niagara.

## Storia
Negli ultimi giorni delle ribellioni del 1837 nell'Alto Canada, William Lyon Mackenzie e 200 dei suoi seguaci si ritirarono da Toronto su Navy Island, proclamando quest'isola come una repubblica indipendente dalle colonie britanniche. Mackenzie stabilì una valuta indipendente e rifornì il suo accampamento utilizzando il piroscafo americano Caroline. Reclutò seguaci promettendo 120 ettari di terra e 100 dollari in argento a chiunque sostenesse la sua causa.
Il 29 dicembre, il comandante della Royal Navy Andrew Drew e sette barche cariche di miliziani canadesi attraversarono il fiume Niagara fino a Fort Schlosser. Qui si impossessarono della Caroline e le diedero fuoco mandandola alla deriva verso le Cascate del Niagara.
Il 13 gennaio 1838, Mackenzie abbandonò Navy Island sotto il pesante fuoco delle truppe britanniche. Lui e le sue forze si ritirarono a Buffalo, dove furono catturati dall'esercito americano e condannati negli Stati Uniti a 18 mesi di reclusione per aver violato le leggi sulla neutralità tra Stati Uniti e Regno Unito, e ponendo così fine alla prospettiva di una dichiarazione canadese di indipendenza e la fine di quella che le autorità britanniche descrissero come una ribellione coloniale irrilevante e non supportata.